# 噶麗婭
噶麗婭（俄语：Галя；拉丁轉寫：Galia），本名加林娜·謝爾蓋耶夫娜·摩根（拉丁轉寫：Galina Sergeyevna Molgun，1987年3月27日—），海蘭泡人，俄羅斯女歌手。畢業於莫斯科音樂學院，在華女子音樂團體莫斯科女孩組合的核心成員。

## 名字
在2014年夏季青年奧林匹克運動會上，噶麗婭受邀與張靚穎、金秀賢、張杰一同演唱主題曲《點亮未來》。但由於名字轉寫等緣故，很多人無法找到有關噶麗婭的資料，甚至有人猜測她是間諜。事實上，噶麗婭護照上的拉丁轉寫是Galina Molgun，而青奧會官方公佈的英文名卻是Molgun Galia。這並非錯寫，因為在俄語中，Галина（Galina）這個名字的確可以暱稱為Галя（Galia），甚至還可進一步簡稱為Гала（Gala），但也在客觀上造成了信息檢索的困難。

## 作品
- YouTube上的點亮未來
- YouTube上的日不落
- 優酷網上的「紅梅花兒開」